# Kompozycja otwarta

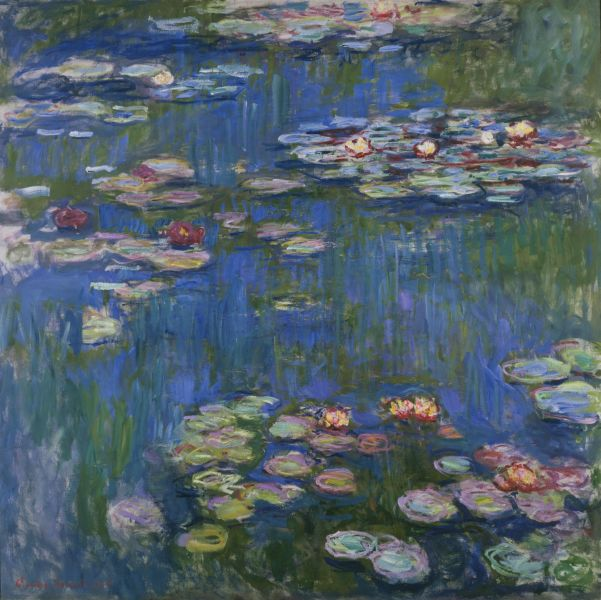
Przykład kompozycji otwartej w malarstwie: Claude Monet, Nenufary

Kompozycja otwarta – rodzaj kompozycji polegający na pozostawieniu odbiorcy dzieła sztuki pola do interpretacji. Jest to układ specyficznej relacji między elementami kompozycji, poruszający wyobraźnię, sugerujący coś, co jest poza nim. Kompozycja taka zmusza odbiorcę do dopełniania, inicjując indywidualny proces współtworzenia. Przekracza tym samym ramy tradycyjnej, pełnej, zamkniętej formy.

## W literaturze
Zrywa z klasyczną zasadą jedności miejsca, czasu i akcji. Przeplatając i krzyżując nieciągłą narrację pobudza wyobraźnię, zmusza do interpretacji, zaskakuje, stawia pytania. Pojawia się w romantyzmie.
Przykładami kompozycji otwartej w literaturze mogą być: Kordian Juliusza Słowackiego, Hamlet Williama Szekspira, Kubuś Fatalista i jego pan Denisa Diderota.

## W muzyce
Pozostawia dyrygentowi lub wykonawcy pole do dowolnego składania sekwencji, warstw, czy innych elementów kompozycji. Zdaje się na wyczucie, intuicję, twórczą inwencję, improwizację wykonawców albo pozostawia ich układ przypadkowi. W muzyce współczesnej pojawia się na przykład jako aleatoryzm.
Przykładami kompozycji otwartej w muzyce XX wieku mogą być: Klavierstück XI Karlheinza Stockhausena, A piacere Kazimierza Serockiego.

## W sztukach plastycznych
Inicjuje wyobraźnię dla zbudowania szerszego obrazu, sugeruje coś, co swoją przestrzenią wykracza poza faktyczne ramy dzieła, tworzy gotowość do nawiązania relacji z otoczeniem, a nawet je zawłaszcza. Pojawia się w końcu XVIII wieku wraz z początkami modernizmu.
Przykład kompozycji otwartej w malarstwie stanowią Nenufary Claude'a Moneta (1916, The National Museum of Western Art, Tokio), a w rzeźbie – Nierozpoznani Magdaleny Abakanowicz (2002, park na Cytadeli w Poznaniu).